# 利得 (電気工学)
利得（りとく、英語: gain）とは、電気回路における入力と出力の比のことである。英語のままゲインとも呼ばれる。
一般的な利得という言葉と異なり、出力の方が入力よりも小さい場合も利得と呼ぶ。その場合、利得を1より小さい値で表す。デシベルならば 0 dB 以下となる。

## 概要
電圧であれば電圧利得、電流であれば電流利得と呼ぶ。しかし、断りなく利得と書いてある場合は、一般的に電力の利得（電力利得）をさす。比なので、単位をつけずに表す。
電気工学では、常用対数を10倍にしたデシベルで表すことが多い。ただし、電力を基準にしているため、電圧で計算する場合は20倍となる。電力以外で考える場合には、比較する場所双方のインピーダンスが等しいことが前提になってはいるが、慣習的に入出力でインピーダンスの異なる回路においても、換算せずにそのままの電圧比の常用対数の20倍をデシベルで表して、その回路の電圧利得とすることもしばしば行われている。

### 電力利得
電力利得をデシベルを用いて表すと以下のように表せる。
{\displaystyle Gain=10\log \left({\frac {P_{out}}{P_{in}}}\right)\ \mathrm {[dB]} }
PinとPoutはそれぞれ入力及び出力電力を表す。
常用対数の代わりに自然対数を使って表すこともできる。この場合、単位はデシベルではなく、ネーパになる。

### 電圧利得
電力利得の代わりに (P=V 2/R) を用いた計算式で電圧利得を計算する場合は、以下のようになる。
{\displaystyle Gain=10\log {\frac {({\frac {{V_{out}}^{2}}{R_{out}}})}{({\frac {{V_{in}}^{2}}{R_{in}}})}}\ \mathrm {[dB]} }
多くの場合、入出力インピーダンスは等しいので、上記の方程式は以下のように単純化できる。
{\displaystyle Gain=10\log \left({\frac {V_{out}}{V_{in}}}\right)^{2}\ \mathrm {[dB]} }
及び
{\displaystyle Gain=20\log \left({\frac {V_{out}}{V_{in}}}\right)\ \mathrm {[dB]} }

### 電流利得
同様に、 (P=I 2R) を用いた計算式で電流利得を計算する場合、以下のようになる。
{\displaystyle Gain=10\log {\left({\frac {{I_{out}}^{2}R_{out}}{{I_{in}}^{2}R_{in}}}\right)}\ \mathrm {[dB]} }
多くの場合、入出力インピーダンスは等しいので、上記の方程式は以下のように単純化できる。
{\displaystyle Gain=10\log \left({\frac {I_{out}}{I_{in}}}\right)^{2}\ \mathrm {[dB]} }
および
{\displaystyle Gain=20\log \left({\frac {I_{out}}{I_{in}}}\right)\ \mathrm {[dB]} }

## 4端子回路の利得
入力として非反転入力と反転入力をもつ4端子回路における利得の用語について説明する。
差動利得（さどうりとく、Differential gain）
入力の非反転入力と反転入力の差をどれだけ増幅できるかを表すものである。オペアンプなどの差動増幅器の重要な特性のひとつである。現実のオペアンプでは入力する周波数によって変化する。
同相利得（どうそうりとく、Common mode gain）
入力の非反転入力と反転入力の差を 0 にして接地に対して電圧をかけたとき、出力端子と接地の電圧の比である。
同相信号除去比（どうそうしんごうじょきょひ、Common Mode Rejection Ratio、CMRR）
差動利得を同相利得でわったもので、オペアンプの性能を表す指標である。CMRR が大きければ大きいほど性能のよいオペアンプであり理想オペアンプでは無限大となる。

## アンテナの利得
空間に隔離された等方性空中線を基準アンテナにしたときに対するアンテナの利得を絶対利得という。
半波長ダイポールアンテナを基準アンテナに使用したときの利得を相対利得という。
絶対利得 ＝ 相対利得 ＋ 2.15［dB］